# 相国寺
相国寺，是日本京都市的一所佛教寺院，为临济宗相国寺派的大本山，永德二年（1382年）为足利义满创建，首位住持为著名僧人梦窗疏石，位列京都五山第二位，称万年山。自古以來與足利氏、伏見宮家、桂宮家有所淵源。京都旅游胜地金阁寺、银阁寺皆為相國寺的山外塔頭（さんがいたっちゅう）。
室町时代畫僧天章周文、雪舟皆出身相國寺。